# Starlite
La starlite sarebbe un materiale resistente che può proteggere e isolare dalle alte temperature, inventato tra il 1970 ed il 1980 dall'ex parrucchiere e chimico dilettante Maurice Ward. Nel 1993 il materiale ha ricevuto una grande notorietà in Inghilterra grazie al programma televisivo Tomorrow's World trasmesso dalla BBC.

## Proprietà
Da alcuni test effettuati durante la trasmissione televisiva Tomorrow's World, la starlite sembrerebbe resistere all'attacco di un raggio laser che produce una temperatura di 10.000 °C. Parrebbe inoltre che questo materiale potrebbe mantenere crudo un uovo anche se riscaldato da una fiamma ossidrica e che impedirebbe alla stessa fiamma ossidrica di danneggiare una mano umana.
Il Chief Scientific Adviser to the Ministry of Defence Sir Ronald Mason nota: "Maurice talvolta dice sciocchezze dal punto di vista scientifico, ma questo materiale è interessante"

## Composizione
La composizione della starlite è un segreto industriale, ma potrebbe essere composta da una varietà di bio polimeri e copolimeri con additivi organici ed inorganici, tra cui borati e piccole quantità di ceramiche. La composizione del materiale non sarebbe quindi completamente inorganica ma conterrebbe composti di origine biologica fino anche al 90 per cento.

## Commercializzazione
Ward ha permesso a diverse organizzazioni come la Atomic Weapons Establishment e l'Imperial Chemical Industries di condurre test su dei campioni, ma non ha permesso loro di trattenerli per paura di un reverse engineering da parte loro. Ward sosteneva che la sua invenzione valesse miliardi, e chiese il 51% dei profitti dalla commercializzazione. Ward ha discusso con diverse organizzazioni come la NASA, ma è stato molto protettivo verso la formulazione del materiale. All'epoca della sua morte, maggio 2011, la composizione non è stata resa pubblica; solo i suoi familiari sono a conoscenza della formulazione. Indiscrezioni dicono che la formulazione sia a conoscenza delle autorità militari britanniche con conseguente secretazione del materiale.